# GP50型柴油机车
GP50型柴油机车是美国通用汽车易安迪公司（GM-EMD）在1980年推出的一款电力传动柴油机车。虽然以销量而言GP50型柴油机车并未获得成功，但它在易安迪公司的机车家族历史中具有承前启后的过渡作用，它既是易安迪公司第一款装备微机控制系统并投入批量生产的车型，也是最后一款采用易安迪645系列柴油机的车型。

## 发展历史
1970年代中期，易安迪Dash 2系列柴油机车在激烈的美国市场取得成功之后，易安迪公司着手研制下一代柴油机车产品。1977年，易安迪公司推出作出技术验证平台的GP40X型柴油机车，并交付圣塔菲铁路、南太平洋铁路、联合太平洋铁路、南方铁路这四家大型铁路公司试用，在这些铁路公司的协助下易安迪公司对GP40X型柴油机车进行了全面的性能试验和运用考核。1980年，易安迪公司正式推出以GP50、SD50型柴油机车为代表的“50系列”产品，该系列柴油机车具有许多当时最新的技术。GP50型机车装用一台功率为3500马力的16-645F3B型柴油机，而上一代GP40-2型柴油机车所使用的16-645E3C型柴油机功率为3000马力；电力传动系统采用全新的D87型牵引电动机和AR15型牵引发电机。同时，GP50型机车还装备了已经在GP40X型机车上得到验证的易安迪“超级系列”（Super Series）轮对电子蠕滑控制装置，可使机车粘着系数在一定条件下最高达到33%。
然而，曾经被易安迪公司寄予厚望的“50系列”柴油机车在投放市场后销售表现却未如人意，主要原因是推出时间时间适逢1980年代初的美国经济衰退，加上1980年《斯塔格斯铁路法》的实施带来的铁路公司并购潮，主要铁路公司对于新车采购都抱着审慎态度。除此之外，GP50、SD50型柴油机车的可靠性方面亦存在着很多问题，特别是故障频生的16-645F3B型柴油机更是对易安迪公司声誉的一大打击，迫使易安迪公司加快710系列柴油机的开发。1983年，易安迪公司在美国本土的机车销量首次落后于通用电气公司。就在1980年代初美国铁路机车市场萧条的这段时间内，通用电气公司开发出新一代的“Dash 8”系列柴油机车，这种机车在牵引能力、燃油经济性、运用可靠性等方面都全面优于易安迪的“50系列”机车。1984年，意欲收复失地的易安迪公司宣布推出以GP60、SD60型柴油机车为代表的“60系列”产品，而“50系列”机车亦在推出短短五年之后的1985年停产。1980年至1985年间，易安迪公司制造了共278台GP50型柴油机车，主要用户包括南方铁路、伯灵顿北方铁路、芝加哥和西北铁路、圣塔菲铁路、密苏里太平洋铁路。

## 技术特点

### 总体布置
GP50型柴油机车是3500马力的干线货运用四轴柴油机车，机车总体布置延续了调车柴油机车的基本形式，采用单司机室、底架承载结构、双侧外走廊的罩式车体，车体上部自前向后由电气室、司机室、动力室、冷却室四部分组成。柴油机进气和电气装置的冷却空气均经过离心式空气滤清器，并将通过发电机的部分冷却空气导入到动力室内，从而使动力室内的空气压力保存为微正压，以减少灰尘进入车内。为了将轴重限制在与GP40-2型柴油机车相同的29.5吨以内，GP50型柴油机车采用了由较薄钢板焊接而成的高强度主车架中梁，降低了车体下部结构重量。为了符合美国联邦政府于1980年1月颁布生效、关于限制铁路沿线噪声的若干标准，GP50型柴油机车设有排气消声器和低噪音冷却风扇。机车走行部标准配置为两台布贝格M型二轴转向架，采用导框式轴箱定位、摇动台式摇枕弹簧悬挂、两系弹簧悬挂装置（一系为轴箱螺旋圆弹簧，二系为摇枕钢板弹簧）、心盘牵引装置、双侧闸瓦制动装置。易安迪公司还提供HT-B轻型转向架的安装选项，这种转向架采用人字形橡胶弹簧作为二系悬挂，可以改善机车运行平稳性并减少维护，但由于价格较高且出于标准化的考虑，没有铁路公司愿意采用这种特殊的转向架。

### 柴油机
动力装置为一台16气缸、二冲程、水冷式、涡轮增压的16-645F3B型柴油机，气缸直径为230毫米，活塞行程为254毫米，当转速为每分钟950转时的标定功率为3800马力，装车运用功率为3500马力。该型柴油机是在以往使用的645E型柴油机基础上强化而成，主要特点包括采用增加强度的曲轴和曲轴箱、装用了新型涡轮增压器、经过激光表面强化处理的气缸套、气缸盖至机体采用整体侧板夹紧等。为了改善GP50型机车的燃油经济性，柴油机空转最低转速由645E型柴油机的每分钟315转，降低至645F型柴油机的每分钟250转。

### 传动系统
传动系统采用交—直流电传动，柴油机直接驱动一台AR15型交流发电机，发出的交流电通过大功率硅整流装置转换为直流电，然后供给四台D87型直流牵引电动机。AR15型牵引发电机采用硅橡胶绝缘的分离式定子绕组，这种绕组结构是为了满足强电流工况之需要而设计的，发电机持续电流高达4680安培，额定电压为1350伏特。四台牵引电动机则通过整流器端子实行固定并联，这样可以使机车可以获得较宽广的恒功速度范围，而无需改变牵引电动机的联接方式或进行磁场削弱。D87型牵引电动机是在以往的D77型牵引电动机基础上强化而成的六极直流串励电动机，额定电流为1050安培，额定功率为536千瓦，电枢绕组沿用杜邦卡普顿聚酰亚胺薄膜作为绝缘材料，主极绕组则使用硅橡胶绝缘。为了提高牵引电动机的换向性能和延长电刷寿命，将补偿绕组匝数从D77型牵引电动机的14匝增加至17匝，主极绕组用铜量亦比D77型牵引电动机增加16%。牵引电动机采用轴悬式驱动方式，牵引齿轮传动比为4.13（62：15）。

### 控制系统
GP50型柴油机车的控制电路延续了自易安迪Dash 2系列开始采用的模块化电子控制系统。控制电路采用模块化电子控制系统，全部控制电路及保护系统分装在多块印刷电路板插件上，便于迅速查找故障并节省维护时间。GP50型柴油机车设有由微处理器控制的易安迪“超级系列”轮对电子蠕滑控制装置，利用多普勒雷达来测量机车实际移动速度，并由相应自动调节供给牵引电动机的电流，使机车在各种运用条件下的粘着系数得到大幅提高。由于该测速装置的频段颇为接近警察执法部门使用的雷达枪，因此一般的汽车用雷达探测器也可能侦测到行驶中的GP50型柴油机车。